# Kat DeLuna

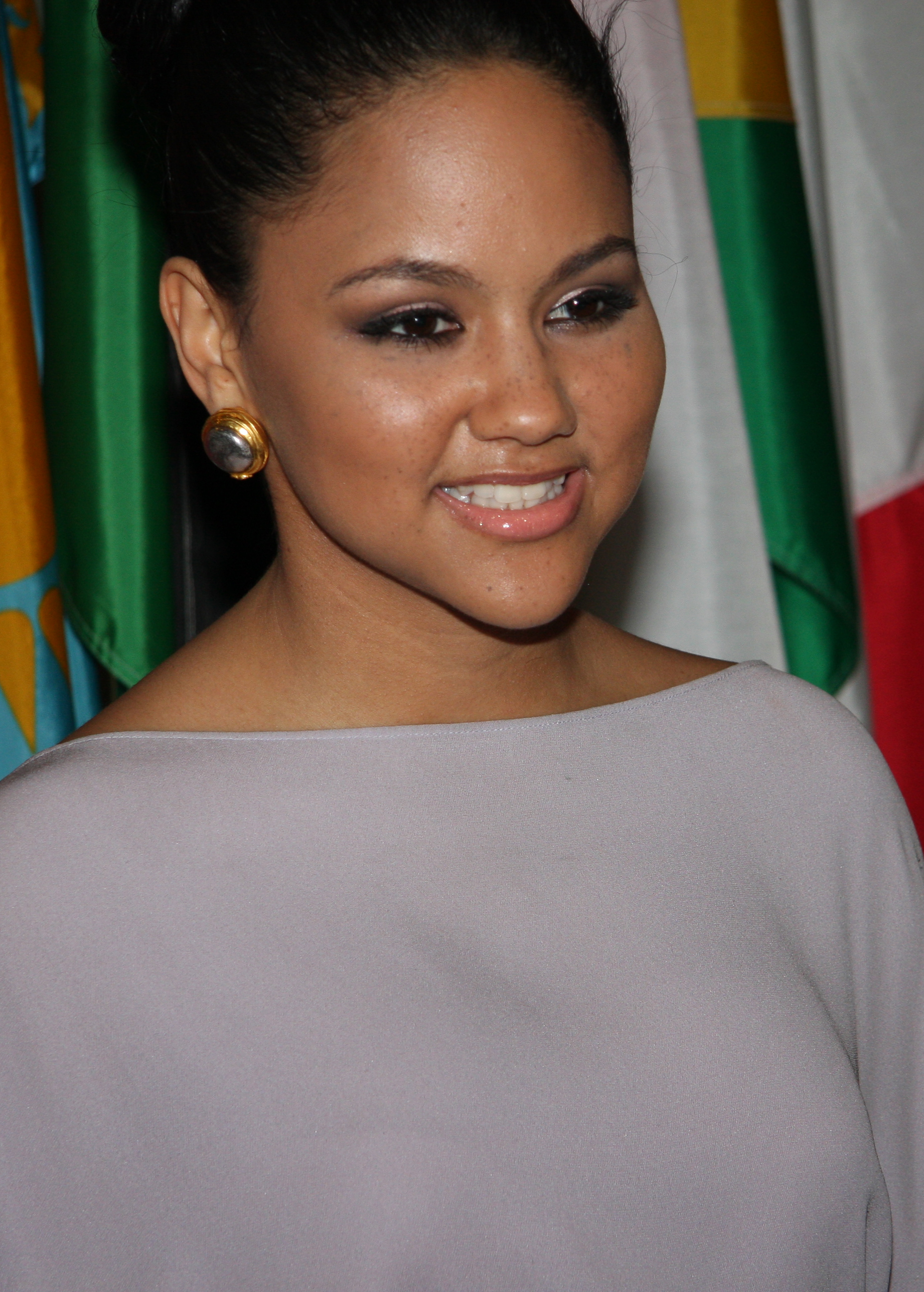
Kat DeLuna (2009)

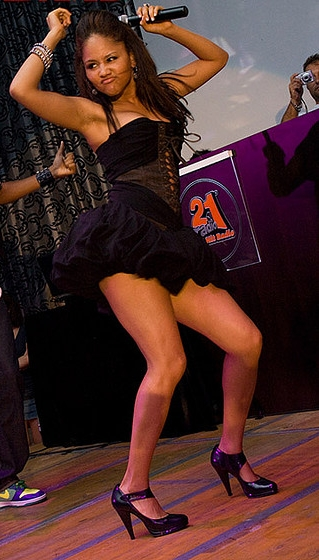
Kat DeLuna (2008)

Kathleen Emperatriz „Kat“ DeLuna (* 17. November 1987 in der Bronx, New York) ist eine US-amerikanische R&B- und Dancehall-Sängerin mit dominikanischen Wurzeln.

## Biografie
DeLuna verbrachte ihre Kindheit in der Dominikanischen Republik. Ihr Musikidol Aretha Franklin hat sie zur Musik inspiriert. Im Alter von zwölf Jahren wurde sie von der „Queen of Merengue“ Milly Quezada eingeladen, mit ihr vor Tausenden von Leuten zu singen. In ihrer Highschool wurde sie Mitglied der R&B- und Hip-Hop-Gruppe Ququette. Ihr Traum war es aber nicht, Mitglied in einer Band zu sein, sondern im Showbiz als Solo-Künstlerin zu arbeiten. Daraufhin verließ DeLuna irgendwann die Band. Um ihren Traum zu verwirklichen, ging sie mit 15 Jahren zu einem Karaoke-Wettbewerb, wo sie den Song I Will Always Love You von Sängerin Whitney Houston vorsang und damit den Wettbewerb gewann. Somit konnte sie bei dem Label Epic Records einen Plattenvertrag unterzeichnen.
Ihr Debüt gab sie am 7. August 2007 mit ihrem Album 9 Lives, das von dem schwedischen Produzent RedOne und dem US-amerikanischen Sänger Akon produziert wurde. Der internationale Durchbruch gelang ihr mit der Hit-Single Whine Up (feat. Elephant Man), die auf Platz 29 in den Billboard Hot 100-Charts kam und auch in diverse andere Charts einstieg. Der Song wurde zur offiziellen Theme Melody einer großen WWE-Veranstaltung mit dem Namen SummerSlam. Ihre eigenwillige Version der amerikanischen Nationalhymne bei einem Footballspiel im September 2008 wurde vom Publikum ausgebuht und im Nachhinein als eine der peinlichsten Versionen der Hymne beschrieben. 2009 sollte ihr zweites Album erscheinen, das den Titel Inside Out trägt, doch die Veröffentlichung wurde um ein Jahr verschoben. Die erste Single sollte Unstoppable werden, doch weil der Titel aus dem Soundtrack zu Confessions of a Shopaholic veröffentlicht wurde, wählte man stattdessen den Song Dance Bailalo, der sich selbst nicht auf dem Album befindet.
Bei den flämischen TMF-Awards gewann sie in den Kategorien Best Urban und Best New Artist je einen Award. Sie ist in dem offiziellen Remix von Akons Song Right Now (Na Na Na) zu hören, den man sich auf ihrem Myspace-Profil anhören kann. Mit dem schwedischen Pop-Sänger Darin nahm sie die Single Breathing Your Love auf, die am 16. Oktober 2008 veröffentlicht wurde und in den schwedischen Charts auf Platz 2 landete. 2009 wechselte sie zur Universal Music Group.
2013 nahm sie mit dem rumänischen Produzenten Costi den Song Always On My Mind auf. Dieser Song war 2011 ein Hit auf dem Balkan, allerdings auf Bulgarisch mit dem Titel Kak ti stoi. Gesungen wurde der Song erstmals von der bulgarischen Sängerin Preslava.

## Diskografie

### Studioalben
| Jahr | Titel                              | Höchstplatzierung, Gesamtwochen, AuszeichnungChartplatzierungen (Jahr, Titel, Platzierungen, Wochen, Auszeichnungen, Anmerkungen) | Höchstplatzierung, Gesamtwochen, AuszeichnungChartplatzierungen (Jahr, Titel, Platzierungen, Wochen, Auszeichnungen, Anmerkungen) | Höchstplatzierung, Gesamtwochen, AuszeichnungChartplatzierungen (Jahr, Titel, Platzierungen, Wochen, Auszeichnungen, Anmerkungen) | Höchstplatzierung, Gesamtwochen, AuszeichnungChartplatzierungen (Jahr, Titel, Platzierungen, Wochen, Auszeichnungen, Anmerkungen) | Anmerkungen                            |
| Jahr | Titel                              | DE | AT | CH | US | Anmerkungen                            |
| ---- | ---------------------------------- | --- | --- | --- | --- | -------------------------------------- |
| 2007 | 9 Lives Sony Music Entertainment   | DE73 (1 Wo.)DE | AT64 (4 Wo.)AT | CH49 (18 Wo.)CH | US58 (4 Wo.)US | Erstveröffentlichung: 7. August 2007   |
| 2010 | Inside Out ARS Entertainment (UMG) | — | — | — | — | Erstveröffentlichung: 5. November 2010 |

### Kompilationen
- 2016: Loading

### Singles als Leadmusikerin
| Jahr | Titel Album          | Höchstplatzierung, Gesamtwochen, AuszeichnungChartplatzierungen (Jahr, Titel, Album, Platzierungen, Wochen, Auszeichnungen, Anmerkungen) | Höchstplatzierung, Gesamtwochen, AuszeichnungChartplatzierungen (Jahr, Titel, Album, Platzierungen, Wochen, Auszeichnungen, Anmerkungen) | Höchstplatzierung, Gesamtwochen, AuszeichnungChartplatzierungen (Jahr, Titel, Album, Platzierungen, Wochen, Auszeichnungen, Anmerkungen) | Höchstplatzierung, Gesamtwochen, AuszeichnungChartplatzierungen (Jahr, Titel, Album, Platzierungen, Wochen, Auszeichnungen, Anmerkungen) | Höchstplatzierung, Gesamtwochen, AuszeichnungChartplatzierungen (Jahr, Titel, Album, Platzierungen, Wochen, Auszeichnungen, Anmerkungen) | Anmerkungen                                              |
| Jahr | Titel Album          | DE | AT | CH | UK | US | Anmerkungen                                              |
| ---- | -------------------- | --- | --- | --- | --- | --- | -------------------------------------------------------- |
| 2007 | Whine Up 9 Lives     | DE24 (11 Wo.)DE | AT65 (1 Wo.)AT | CH49 (21 Wo.)CH | — | US29 Gold · (20 Wo.)US | Erstveröffentlichung: 15. Mai 2007 feat. Elephant Man    |
| 2008 | Run the Show 9 Lives | DE73 (4 Wo.)DE | — | CH29 (20 Wo.)CH | UK41 (4 Wo.)UK | — | Erstveröffentlichung: 5. Februar 2008 feat. Busta Rhymes |

Weitere Singles
- 2008: In the End
- 2009: Unstoppable (feat. Lil Wayne)
- 2010: Push Push (feat. Akon)
- 2010: Party O’Clock (feat. Fo Onassis – uncredited)
- 2011: Dancing Tonight (feat. Fo Onassis)
- 2011: Drop It Low Remix (feat. Fatman Scoop)
- 2012: Wanna See U Dance (La La La)
- 2012: Wild Girl (vs. DJ Yass Carter)
- 2013: Always On My Mind (mit Dr Costi)
- 2015: Bum Bum (feat. Trey Songz)
- 2016: What a Night (feat. Jeremih)
- 2016: Waves
- 2018: Nueva Actitud (feat. Arcángel)
- 2019: Last Night in Miami

### Singles als Gastmusikerin
- 2007: Cut Off Time (Omarion feat. Kat DeLuna)
- 2008: Breathing Your Love (Darin feat. Kat DeLuna)
- 2010: Somos El Mundo 25 Por Haiti (Charity-Single mit Artists for Haiti)
- 2011: I’m Alright (Jean-Roch feat. Flo Rida & Kat DeLuna)
- 2011: Tonite (Nicola Fasano feat. Kat DeLuna)
- 2012: Dame (Shaggy feat. Kat DeLuna)
- 2012: She Said Her Name Was Vodka (Fo Onassis feat. Kat DeLuna, Fatman Scoop & David S)
- 2012: I Had a Dream (Producelast) (David Latour feat. Kat DeLuna & Fo Onassis)
- 2013: Shake It (Dam’Edge feat. Fatman Scoop & Kat DeLuna)
- 2014: Last Call (The Bello Boys feat. Kat DeLuna)
- 2016: Nobody (Faydee feat. Kat DeLuna)

### Promo-Singles
- 2009: Dance Bailalo
- 2011: Boom Boom (Tequila)
- 2012: Sobredosis (feat. El Cata)
- 2013: Stars
- 2016: Forever (feat. Natel)

## Auszeichnungen für Musikverkäufe
| Goldene Schallplatte - Finnland - 2008: für die Single Run the Show - Kanada - 2008: für den Ringtone Whine Up |

Anmerkung: Auszeichnungen in Ländern aus den Charttabellen bzw. Chartboxen sind in ebendiesen zu finden.
| Land/RegionAuszeichnungen für Musikverkäufe (Land/Region, Auszeichnungen, Verkäufe, Quellen) | Gold     | Platin     | Verkäufe  | Quellen         |
| -------------------------------------------------------------------------------------------- | -------- | ---------- | --------- | --------------- |
| Finnland (IFPI)                                                                              | Gold1    | —          | 5.113     | ifpi.fi         |
| Kanada (MC)                                                                                  | Gold1    | —          | 20.000    | musiccanada.com |
| Vereinigte Staaten (RIAA)                                                                    | Gold1    | 2× Platin2 | 2.500.000 | riaa.com        |
| Insgesamt                                                                                    | 3× Gold3 | 2× Platin2 |           |                 |